# 风雨双流星
《风雨双流星》（英語：the killer meteors）是1976年上映的一部香港電影，由羅維执导，成龙、王羽主演，该电影主要讲述的是梅星河在一次帮助别人的时候遇到了很多奇怪的事情的故事，该电影根据古龙小说《七杀手》改编。

## 劇情簡介
会使用流星锤的，伪装成江湖人士，实际上调查宝物失窃的官员梅星河受人所托，去除掉害她残疾的妻子。但是经过一系列的事情后，他忽然发现他的委托人花无病也很有问题。
后通过梅星河调查，得知花无病和其同事风七爷狼狈为奸，于是梅星河便用自己的方式除掉了这两个人，并且梅星河最后还和花无病的妻子的仆人喜结连理。

## 演员
- 王羽
- 成龙
- 佟林
- 陈慧楼
- 马骥
- 程天赐
- 蓝毓莉

## 相關連結
- 豆瓣电影上《风雨双流星》的資料 （简体中文）
- 互联网电影数据库（IMDb）上《风雨双流星》的资料（英文）